# Hastings (New York)
Hastings è un comune degli Stati Uniti d'America, situato nello stato di New York, nella contea di Oswego.